# فو دي لاك
فو دي لاك هو مجمع من ثلاثة أبراج في أبراج بحيرة الجميرا في دبي، الإمارات العربية المتحدة. يتكون برجي فو دي لاك 1 وفيستا ديل لاغو من 40 طابقًا. وبرج فو دي لاك 2 من 45 طابقًا. تم التعهد في البداية بإكمال المجمع في سبتمبر 2007. قامت مجموعة من 30 مستثمرًا في عام 2009 برفع دعوى لدى مؤسسة التنظيم العقاري ضد التأخير في البناء والتغييرات في خطط التصميم. ورد مسؤول من شركة العطار العقارية أن التغييرات كانت بسبب تغييرات اللوائح وأن المبالغ المستردة لن يتم النظر فيها. في أوائل عام 2010، بدأت العطار العقارية في مطاردة المستثمرين مقابل 18.5 مليون دولار، على الرغم من أن التطوير لم يكتمل بعد.
تعرضت شركة العطار العقارية لدعاوى قضائية واسعة النطاق من قبل المستثمرين. اعتبارًا من عام 2011، لم تبدأ أعمال البناء الرئيسية في التطوير.
تشمل المشاريع الأخرى التي نفذها نفس المطور: جلوبال بوينت وبولاريس وناطحة سحاب وبرج تورنتو وبرج فانكوفر. تم إلغاء أبراج تورنتو وفانكوفر من قبل مؤسسة دبي العقارية.
أُلغي مشاريع برجي تورنتو وفانكوفر من قبل العطار العقارية وبيعت الأراضي من خلال المزاد. 

## أنظر أيضا
- قائمة المباني الشاهقة في دبي

## روابط خارجية
- http://www.mothers-story.com/
- فو دي لاك على موقع Emporis.com
- فو دي لاك على موقع مجموعة العطار

العطار العقارية في دبي بقلم أنجانا كومار (جلف نيوز، 17 يونيو 2015) :
- http://gulfnews.com/xpress/dubai/news/investor-seeks-refund-for-cancelled-project-1.1536890